# Pillar
Pillar — христианская рок-группа из города Талса, штат Оклахома, США. Была номинирована на премию Грэмми за альбом The Reckoning в 2008 году. Собравшись в октябре 2012, в старом составе, группа выпустила новый альбом в 2015 году.

## История группы

### Ранние годы — ню-метал-период (1998—2004)
Pillar начали своё существование с 1998 года в городке Хейс, штат Канзас. В это время вокалист Роб Бакли и бас-гитарист Калел (настоящее имя Майкл Уиттинг) помышляли о создании группы со звёздным будущем. Основатель группы, Роб, в своё время слушал Beastie Boys, что во многом повлияло на его манеру читки. В некоторых альбомах есть песни, в которых используется рэп-читка, к примеру, Fireproof или Just To Get By. Но благодаря отличным вокальным данным Роб нередко разбавляет песни мелодичностью.
Спустя некоторое время после основания группа переезжает в Талсу, город, известный своими христианскими институтами.
1 июля 1999 года группа выпускает дебютный альбом Metamorphosis с ограниченным тиражом в 1000 копий. Спустя некоторое время на место ушедшего гитариста Дастина Адамса приходит Трэвис Дженкинс.
Через год был записан независимый релиз Original Superman. Этот EP приглянулся молодому и амбициозному рок-лейблу Flicker Records.
Уже в студии этой звукозаписывающей компании был записан альбом Above, распроданный общим тиражом в 50.000 копий. Альбом удостоился премии Dove awards в категории «Лучший тяжелый альбом» в 2001-м, а хиты «Live For Him», «Original Superman» и «Open Your Eyes» постоянно крутились на местных радио-чартах.
Но, несмотря на тот успех, Дженкинс покинул группу, а на место гитариста пришёл Ной Хенсон.
Pillar могли прекратить своё существование после трагических событий 11 сентября 2001 года, так как Роб Бакли был призван к мобилизации для отправки в Афганистан, поскольку состоял в резерве Армии США. Командировка основателя и фронтмена группы была отменена, хотя сам он не боялся исполнять воинский долг, поскольку рос и воспитывался по воинской дисциплине в семье, где отец был армейским сержантом.
Весной 2002-го по итогам GMA хит «Live For Him» удостоился премии Dove Awards в категории «Лучшая тяжелая песня». Тем временем группу покинул Брэд Нун, посвятив своё время семье. На вакантное место ударника пришёл Лестер Эстел, брат Брэндона Эстела — барабанщика Superchick.
В этом же году был выпущен альбом Fireproof, который продюсировал Трэвис Вайрик, работавший ранее с Gretchen, Disciple и Тоби Мак. По итогам 2002-го одноимённый хит Fireproof стал песней года на радио CR, а Echelon добрался до вершины чарта R&R's CBA Rock. Успех на радиостанциях также имели песни A Shame и Further From Myself. Главный хит «Fireproof» вошёл в саундтрек к игре MLB 2005, а о группе и её альбоме заговорили страницы журналов Rolling Stone, Spin, Hit Parader и многих других.
Pillar, пробившись в мейнстрим, отыграли ряд концертных шоу с Korn, Taproot, Evanescence, Mudvayne, Life of Agony, Chevelle, Powerman 5000 и Sevendust. С группой начал сотрудничать менеджер P.O.D. и Blindside Тим Кук. Начав большой тур See Spot Rock, Pillar отыграли ряд концертов при поддержке Kids in the Way, Skillet и Disciple.
Альбом Fireproof был удостоен премии Dove Awards в категории «Лучший тяжелый альбом» и стал одним из самых продаваемых христианских рок-альбомов 2003 года.

### Период альт.рока (2004 — настоящее время)
Вышедший позже альбом Where Do We Go From Here не получился таким же успешным, как его предшественник, поскольку вместо ожидаемого рэп-металла фэны группы получили пост-гранж, приправленный хард-роком. Хиты Bring Me Down и Frontline были пущены в ротацию на MTV2 и имели успех на радио. За период 2004-го Pillar отыграли множество туров, где пересекались с Project86, Subseven, Falling Up, Skillet, Grits, Big Dismal и другими.
Найдя свободное время, участники группы поддержали программу христианской организации XXXChurch, занимающейся борьбой с порнографией в сети-Интернет. Роб в юности сам имел проблемы с увлечением порнографией и избавился от этого только после полного посвящения Богу, поэтому проблема, против которой выступали XXXChurch, была ему знакома.
В 2006-м Pillar выпустили ограниченным тиражом в 10.000 копий релиз Nothing Comes For Free, в который было включено четыре трека с живых выступлений, ремикс на Everything и два анрелиза — Dangerous и Our Escape.
Пока к выходу готовился новый номерной альбом, Pillar вместе с The Chariot, Maylene and the Sons of Disaster отправились в тур Guilty by Association, который проводили P.O.D. в защиту своего альбома Testify.
К удивлению самой группы, по опросам читателей журнала CCM Magazine они, то есть Pillar, были названы «Лучшей тяжелой группой» 2006 года.
3 октября 2006-го новый альбом The Reckoning, наконец, был выпущен. Работа над ним велась около года, и специально для релиза было записано порядка 20-ти песен, из которых потом были отобраны лучшие. На этот раз не мало усилий к написанию песен приложил Ной Хенсон, а для того, чтобы проникнуться духовной и одновременно философской лирикой, парни слушали альбом American V Джонни Кэша.
В феврале 2008 года группа выпускает альбом For the Love of the Game и начинает давать концерты в туре, получившем название «For the Love of the Fans». В этом же году Pillar покидают Лестер и Калел.
В 2009 году басистом становится Рич Джиллиланд, барабанщиком — Тэйлор Кэролл. 22 сентября выходит новый альбом под названием Confessions